# Riksväg 87
Riksväg 87 går mellan Östersund och Sollefteå.
Den används, förutom för resor mellan orterna längs vägen, ofta även för resor från Jämtland till Umeå. För att komma från Sollefteå till Umeå används Länsväg 335 och E4. Riksväg 87 och Riksväg 86 används också som alternativ till E14 mellan Östersund och Sundsvall.

## Historia
Före 1962 hette vägen länsväg 335, hela vägen mellan Östersund till Örnsköldsvik. År 1962 bytte sträckan Östersund–Sollefteå namn till Riksväg 87, medan Sollefteå–Örnsköldsvik behöll numret 335.
Vägen från Östersund till Stugun utvecklades omkring 1960. Innan dess gick vägen i en liknande sträckning, mestadels något längre norrut. Kring år 1900 fanns här ingen väg alls, utan man fick åka via Pilgrimstad. Bitvis fanns dock några privata hjulspår till gårdar i skogen.
Vägen Stugun–Döda fallet är troligen från kring 1970, fast till ganska stor del ombyggd i gammal sträckning. Den vägen fanns redan år 1900. Stadsbergstunneln vid Gesunden väster om Krångede är byggd 1968, och innan dess var det en mycket besvärlig kurva runt berget.. Före vägbygget användes väg 731 söder om sjön för genomfartstrafiken.  
Den 7 kilometer långa nya vägsträckan mellan Döda fallet och Bispgården invigdes den 20 september 2005 av Jämtlands landshövding Maggi Mikaelsson. Den nya vägsträckningen beräknas ha kostat omkring 170 miljoner kronor.
Vägen Bispgården–Långsele är troligen om- och delvis nybyggd på 1950-talet, medan vägen Långsele–Sollefteå är från tidigt 1970-tal.

## Trafikplatser, korsningar och anslutningar
|  | Nr | Namn                 | Skyltning                                         |
|  | -- | -------------------- | ------------------------------------------------- |
|  |    | Trafikplats Odenskog | Sundsvall Trondheim, Mora Arvidsjaur, Östersund C |
|  |    | Stugun               |                                                   |
|  |    | Selsviken            | Hammerdal, Skyttmon                               |
|  |    | Stadsbergstunneln    | (153 m)                                           |
|  |    | Hammarstrand         | Bräcke, Kälarne                                   |
|  |    | Bispgården           |                                                   |
|  |    | Bispgården           | Sundsvall                                         |
|  |    | Graninge             | Sundsvall (Bävervägen)                            |
|  |    | Österforse           | Hoting, Ramsele (Bävervägen)                      |
|  |    | i Sollefteå          | Åsele Härnösand, Örnsköldsvik                     |